# Walk into Light
Walk into Light is een soloalbum van Ian Anderson, de voorman van de rockband Jethro Tull. Dit album is uitgebracht in 1983. Het is een experimenteel album met veel synthesizers en andere toentertijd technisch hoogstaande snufjes. Een trend die ook te horen is op het album Under Wraps wat Jethro Tull in 1984 uitbrengt.
De Jethro Tull fans konden dit vernieuwende geluid niet erg waarderen, en dit album en Under Wraps hebben dan ook geen verkooprecords verbroken.
Na de Under Wraps tour hebben stemproblemen van Anderson alsmede de tegenvallende reactie van de fans op dat en dit album de band doen besluiten een pauze in te lassen. Pas in 1987 is de band actief verdergegaan, en daarmee hebben ze toen de elektronische geluiden grotendeels weggelaten.
Anderson heeft dit album samen met hun toenmalige Jethro Tull keyboardspeler Peter-John Vettese opgenomen. Hij was een grote voorstander van het nieuwe geluid.

## Nummers
1. Fly By Night
2. Made In England
3. Walk Into Light
4. Trains
5. End Game
6. Black And White Television
7. Toad In The Hole
8. Looking For Eden
9. User-Friendly
10. Different Germany

## Line-up
- Ian Anderson (zang, gitaren, dwarsfluit, basgitaar)
- Peter-John Vettese (synthesizers, piano, 'blouse zang')